# Fuentes de Valdepero (kommunhuvudort)
Fuentes de Valdepero är en kommunhuvudort i Spanien.   Den ligger i provinsen Provincia de Palencia och regionen Kastilien och Leon, i den centrala delen av landet, 200 km norr om huvudstaden Madrid. Fuentes de Valdepero ligger 799 meter över havet och antalet invånare är 232.
Terrängen runt Fuentes de Valdepero är huvudsakligen platt, men söderut är den kuperad. Terrängen runt Fuentes de Valdepero sluttar västerut. Runt Fuentes de Valdepero är det mycket glesbefolkat, med 7 invånare per kvadratkilometer. Närmaste större samhälle är Palencia, 7,6 km söder om Fuentes de Valdepero. Trakten runt Fuentes de Valdepero består till största delen av jordbruksmark.